# Semih Kaya
Semih Kaya (Bergama, 24 de febrero de 1991) es un exfutbolista turco que jugaba como defensa.

## Selección nacional
Fue internacional con la selección de Turquía en 23 ocasiones. Anteriormente lo fue con las categorías inferiores en 47 ocasiones anotando un gol.

## Clubes
| Club                       | País            | Año       |
| -------------------------- | --------------- | --------- |
| Galatasaray S. K.          | Turquía         | 2008-2017 |
| Gaziantepspor (cedido)     | Turquía         | 2009-2010 |
| Kartalspor (cedido)        | Turquía         | 2010-2011 |
| A. C. Sparta Praga         | República Checa | 2017-2020 |
| Galatasaray S. K. (cedido) | Turquía         | 2019      |
| Yeni Malatyaspor           | Turquía         | 2020-2022 |
| Galatasaray S. K.          | Turquía         | 2022      |

## Palmarés

### Títulos nacionales
| Título                     | Club               | País            | Año  |
| -------------------------- | ------------------ | --------------- | ---- |
| Superliga de Turquía       | Galatasaray S. K.  | Turquía         | 2008 |
| Supercopa de Turquía       | Galatasaray S. K.  | Turquía         | 2008 |
| Superliga de Turquía       | Galatasaray S. K.  | Turquía         | 2012 |
| Supercopa de Turquía       | Galatasaray S. K.  | Turquía         | 2012 |
| Superliga de Turquía       | Galatasaray S. K.  | Turquía         | 2013 |
| Supercopa de Turquía       | Galatasaray S. K.  | Turquía         | 2013 |
| Copa de Turquía            | Galatasaray S. K.  | Turquía         | 2014 |
| Superliga de Turquía       | Galatasaray S. K.  | Turquía         | 2015 |
| Copa de Turquía            | Galatasaray S. K.  | Turquía         | 2015 |
| Supercopa de Turquía       | Galatasaray S. K.  | Turquía         | 2015 |
| Copa de Turquía            | Galatasaray S. K.  | Turquía         | 2016 |
| Supercopa de Turquía       | Galatasaray S. K.  | Turquía         | 2016 |
| Copa de Turquía            | Galatasaray S. K.  | Turquía         | 2019 |
| Superliga de Turquía       | Galatasaray S. K.  | Turquía         | 2019 |
| Copa de la República Checa | A. C. Sparta Praga | República Checa | 2020 |